# عهد 54
عهد 54  هو حزب سياسي في الجزائر، أسسه علي فوزي رباعين في 27 مارس 1991. سُمي الحزب بهذا الاسم تخليدا لذكرى ثورة التحرير الجزائرية التي انطلقت في نوفمبر 1954.

## تاريخ
في الانتخابات التشريعية 2007، حصل الحزب على نسبة 2.26% من الأصوات، وفاز بمقعدين في البرلمان.

## وصلات خارجية
الموقع الرسمي لعهد 54  نسخة محفوظة 11 أبريل 2009 على موقع واي باك مشين.